# Långa Ljusskär
Långa Ljusskär är en ö nära Boskär i Nagu,  Finland. Den ligger i Skärgårdshavet i Pargas stad i den ekonomiska regionen  Åboland i landskapet Egentliga Finland, i den sydvästra delen av landet. Ön ligger omkring 4 kilometer väster om Boskär, 21 kilometer sydväst om Nagu kyrka, 56 kilometer sydväst om Åbo och omkring 180 kilometer väster om Helsingfors. Närmaste allmänna förbindelse är förbindelsebryggan vid Nagu Berghamn som trafikeras av M/S Eivor och M/S Cheri. Långa
Öns area är 2,9 hektar och dess största längd är 440 meter i nord-sydlig riktning. Närmaste större samhälle är Korpo, 15,9 km nordväst om Långa Ljusskär.